# Ферхойген, Гюнтер
Гюнтер Ферхойген (нем. Günter Verheugen; род. 28 апреля 1944, Бад-Кройцнах, Германия) — немецкий и европейский политик, вице-президент Еврокомиссии и европейский комиссар по вопросам предпринимательства и промышленности в 2004—2010. С 2015 года возглавляет направление европейской интеграции в Агентстве модернизации Украины.

## Биография

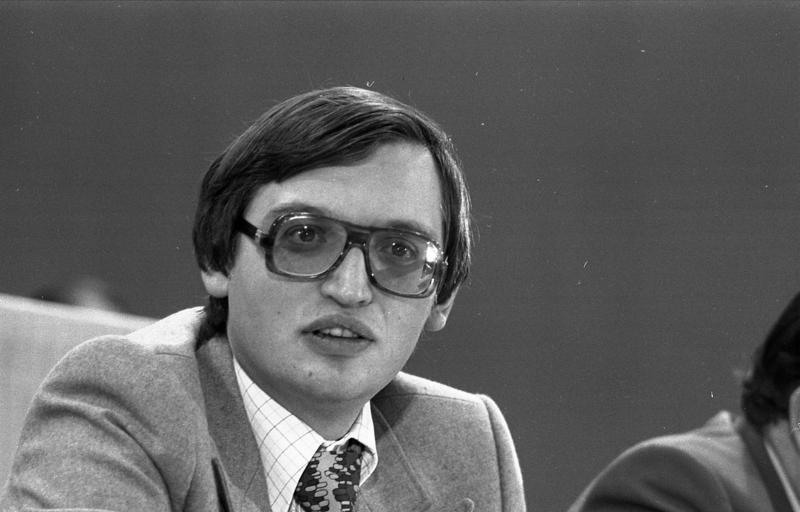
Гюнтер Ферхойген в 1977 году

В 1960-е изучал историю, политологию и социологию в университетах Бонна и Кёльна. Начиная с конца 1960-х работал в аппарате министерств внутренних и иностранных дел. Первоначально был членом СвДП, но в 1982 году, занимая должность генерального секретаря СвДП, перешёл в СДПГ, когда его партия избрала коалицию с ХДС/ХСС вместо социал-демократов, с которыми она ранее сотрудничала. В 1983 году стал депутатом бундестага, где участвовал в работе парламентского комитета по внешним связям. Также некоторое время редактировал центральный партийный орган СДПГ — газету «Vorwärts».
В 1999 году Ферхойген стал европейским комиссаром по расширению в комиссии Романо Проди. Во время деятельности Ферхойгена на данном посту в Евросоюз были приняты 10 восточноевропейских государств. В комиссии Жозе Мануэла Баррозу, сформированной в 2004 году, Ферхойген занимал должность комиссара по вопросам предпринимательства и промышленности, а также пост вице-президента Еврокомиссии.
9 февраля 2010 года покинул обновлённый состав Европейской комиссии.

### План Маршала для Украины
В 2015 году Гюнтер Ферхойген возглавил направление европейской интеграции в Агентстве модернизации Украины — международной неправительственной организации, которая разрабатывает комплексную программу модернизации Украины и ищет инвестиционные ресурсы для её реализации.
В Агентстве Ферхойген возглавил отраслевое подразделение, занимающееся разработкой рекомендаций в проведении институциональных реформ, направленных на интеграцию Украины в ЕС и построение гражданского общества. Вместе с командой специалистов Гюнтер Ферхойген занимается наработкой программы развития украинской экономики, а также оценкой нужных объёмов финансирования.
8 и 14 июля 2015 года эксперты Агентства модернизации Украины провели в Киеве серию круглых столов с украинскими и европейскими политиками, представителями органов государственной власти и общественных организаций. Президент АМУ Михаэль Шпинделеггер и руководитель направления европейской интеграции Гюнтер Ферхойген обсудили с участниками круглого стола вопросы образования, свободной торговли между ЕС и Украиной, а также обсудили сотрудничество в области телекоммуникаций, транспорта и энергетики. Руководитель направления «Евроинтеграция» в АМУ Гюнтер Ферхойген отметил, что на пути интеграции в Европейский Союз Украине необходимо искоренить коррупцию и теневую экономику, а также адаптировать экономическую и политическую модели Украины к европейским стандартам. Он также высоко оценил значение отношений между Украиной и ЕС, назвав их магистральным путём развития Европейского Союза.